# 特林達德 (伯南布哥州)

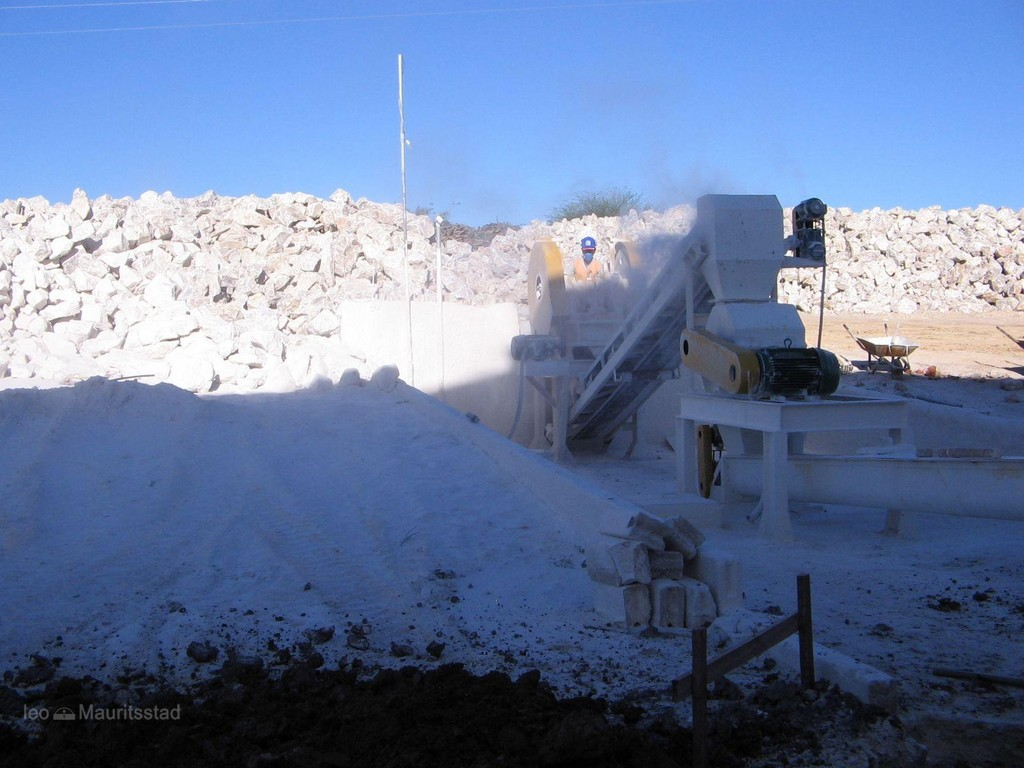
Gypsum exploration in Trindade, Araripina Microregion

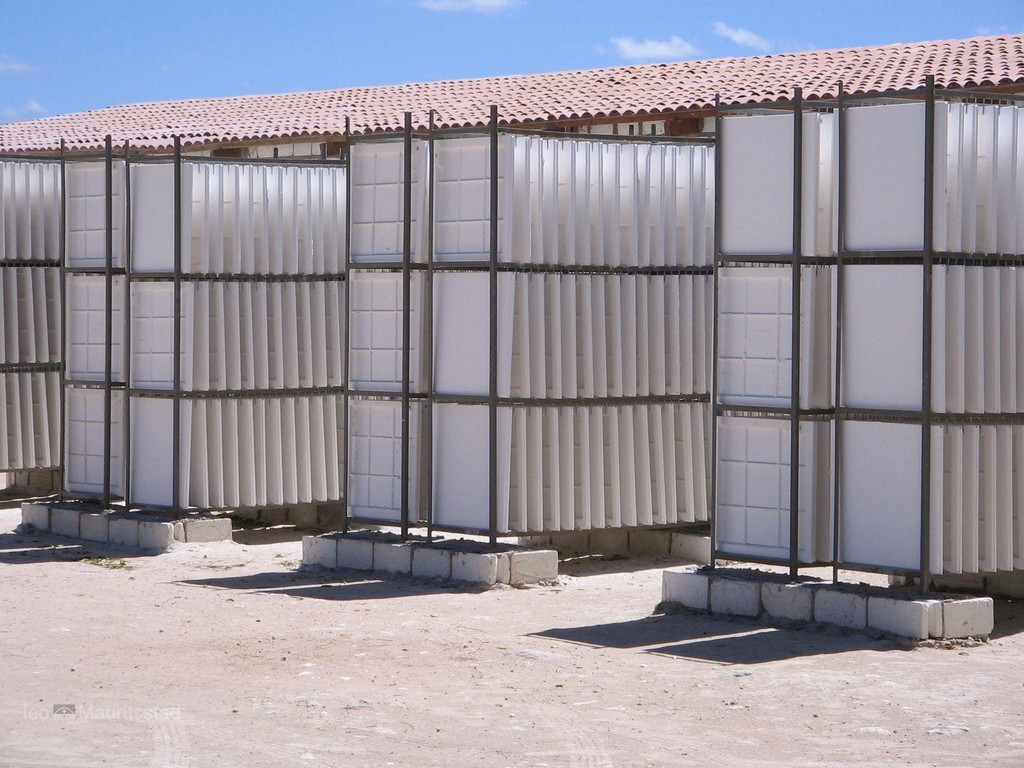
Gypsum products in Trindade

特林達德（葡萄牙語：Trindade），是巴西的城鎮，位於該國東北部，由伯南布哥州負責管轄，始建於1963年12月20日，面積229.57平方公里，海拔高度518米，2014年人口29,182，人口密度每平方公里127.12人。